# The Animals (album SAD)
The Animals prvi je studijski album britanskog rock sastava The Animals koji izlazi za američko tržište u kolovozu i rujnu 1964.g. Album je novina na američkoj glazbenoj sceni jer donosi "kreštavi i prljavi ritam i blues zvuk (pogotovo naglašen na "B" strani)", što je tada bilo tipično za "Animalse".
Materijal na albumu dosta prikazuje R&B standard kojeg su napisali velikani poput Chucka Berryja, Fatsa Domina i Johna Lee Hookera a na njemu se nalazi i njihov veliki hit singl "House of the Rising Sun".
Britansko izdanje albuma The Animals, izlazi mjesec dana kasnije pod istim imenom ali drugačijeg sadržaja.

## Popis pjesama

### Strana prva
1. "The House of the Rising Sun" (aranžer Alan Price) (obrađena singl verzija) – 2:58
2. "Blue Feeling" (Jimmy Henshaw)
3. "The Girl Can't Help It" (Bobby Troup)
4. "Baby Let Me Take You Home" (Wes Farrell, Bert Russell)
5. "Night Time Is the Right Time" (Lew Herman)
6. "Talkin' 'Bout You" (Ray Charles)

### Strana druga
1. "Around and Around" (Chuck Berry)
2. "I'm in Love Again" (Dave Bartholomew, Fats Domino)
3. "Gonna Send You Back to Walker" (Johnnie Mae Matthews)
4. "Memphis Tennessee" (Chuck Berry)
5. "I'm Mad Again" (John Lee Hooker)
6. "I've Been Around" (Fats Domino)

## Popis izvođača
- Eric Burdon – vokal
- Alan Price – klavijature
- Hilton Valentine – gitara
- Chas Chandler – bas-gitara
- John Steel – bubnjevi